# Inishowen

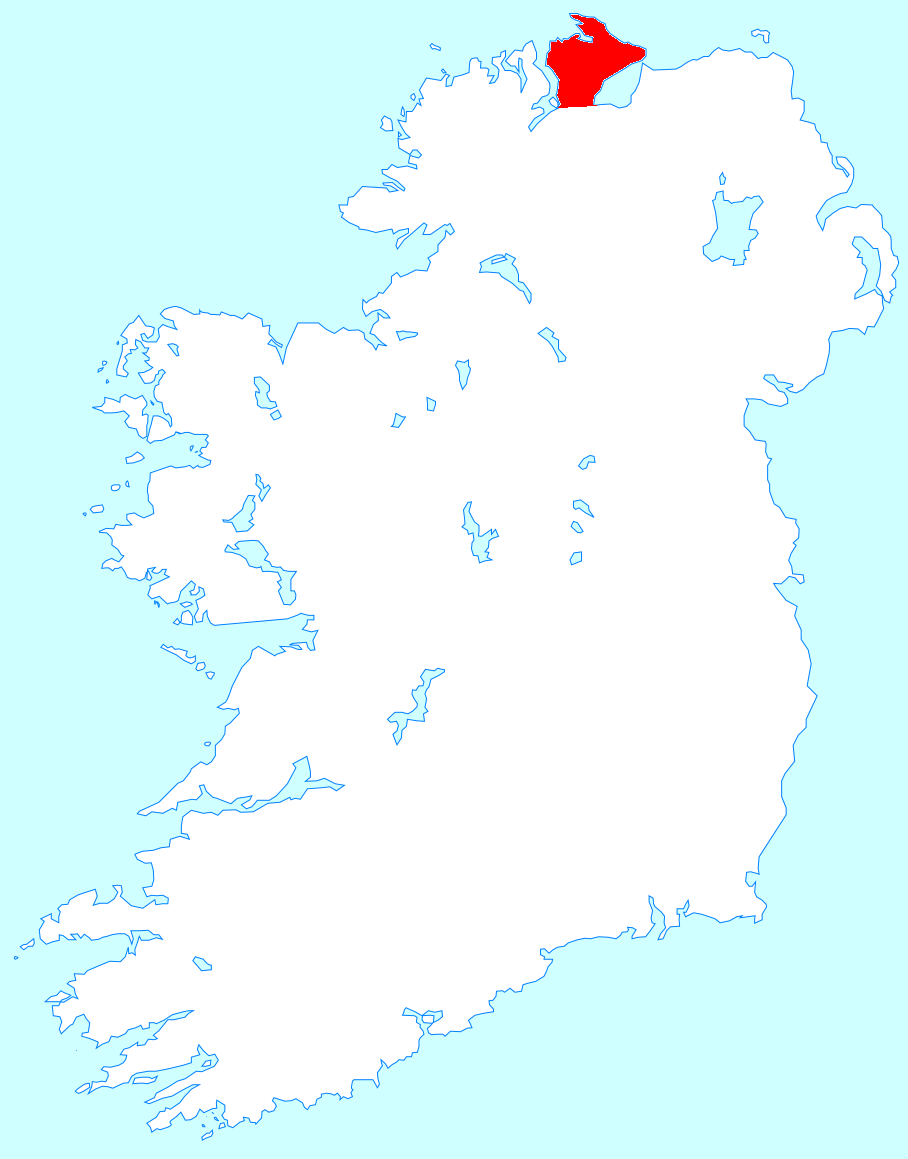
Ligging van Inishowen (rood) in Ierland

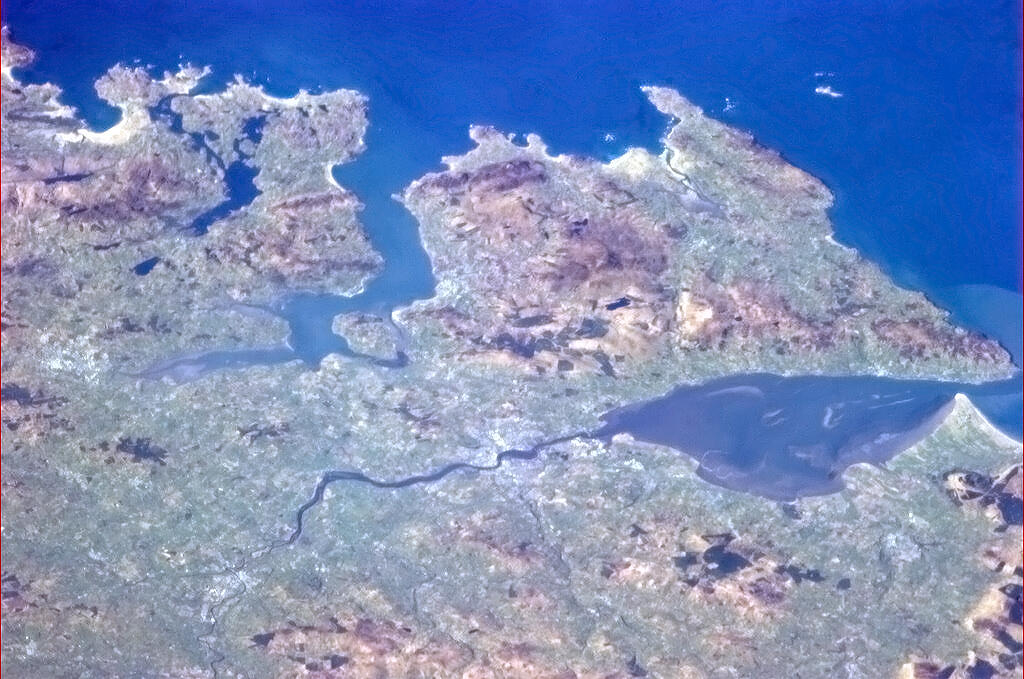
Inishowen vanuit het International Space Station

Inishowen (Iers: Inis Eoghain, dat "eiland Eoghan" betekent) is een schiereiland in County Donegal, in het noorden van de Republiek Ierland. Het is met een oppervlakte van 884,33 km² het grootste schiereiland op het eiland Ierland. Van het westen over het noorden tot het oosten grenst het aan de Atlantische Oceaan in het zuidwesten aan Lough Swilly, in het zuidoosten aan Lough Foyle, de 10 km brede verbinding met de rest van het eiland bevindt zich in het zuiden, vlak bij Derry, gelegen in het Britse Noord-Ierland.
Het schiereiland Inishowen omvat het meest noordelijke punt van Ierland, Malin Head. Met dat dit het start- of eindpunt is van de Wild Atlantic Way trekt Inishowen wel toeristen aan. De Grianan of Aileach, een ringfort dat diende als de koninklijke zetel van het over-koninkrijk van Ailech, is gebouwd bij de landengte die toegang tot het schiereiland biedt.
Bij de laatste census van Ierland uit 2016 telde het schiereiland 40.544 inwoners. De grootste plaats was Buncrana met 3.396 inwoners in de dorpskern.